# Іліс
Іліс (вірм. Հիլիս, азерб. Hilis) — село у Аскеранському районі Нагірно-Карабаської Республіки. Село розташоване на захід від Аскерана та на північ від Степанакерта, західніше траси Степанакерт — Дрмбон, біля сел Ханцк, Астхашен, Цахкашат та Хндзрістан.

## Пам'ятки
В селі розташована церква Святого Ованеса (1860 р.), кладовище 16-18 століття та інше.